# 栗城貴宗
栗城　貴宗（くりき たかむね、1965年 - ）は、日本画家、翻訳家。1965年東京都町田市に生まれる。神奈川県相模原市出身。1988年多摩美術大学絵画科日本画専攻卒。独学により韓国語を習得。大学在学中に神奈川県展、上野の森美術館大賞展、東京セントラル美術館日本画大賞展等に入選。2006年 サンパウロ出版部よりソン・ボンモ著『心の傷と癒し』を翻訳出版。グループ展・個展を中心に活動。無所属。

## 代表作品
- 横浜港1991（厚木市あつぎパートナーセンター蔵）
- ベッドタウンPM3:00（相模原市大沼公民館蔵）
- 屋上から見える風景（相模原市大野中公民館蔵）
- 2008年から、Since1965シリーズを制作

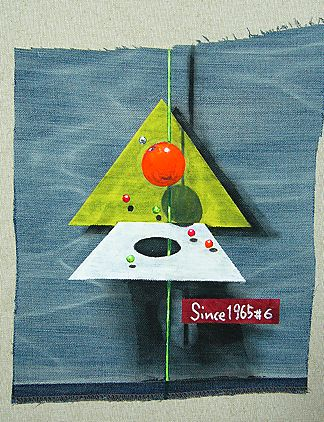
Since1965#6
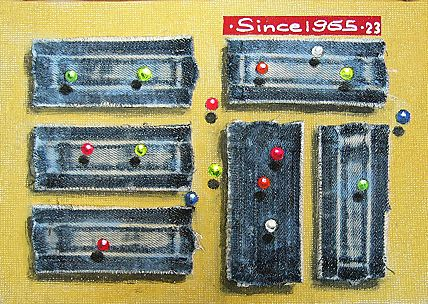
Since1965#23
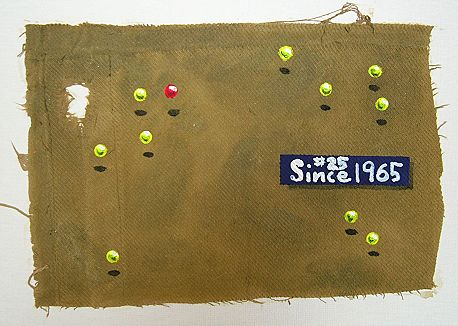
Since1965#25
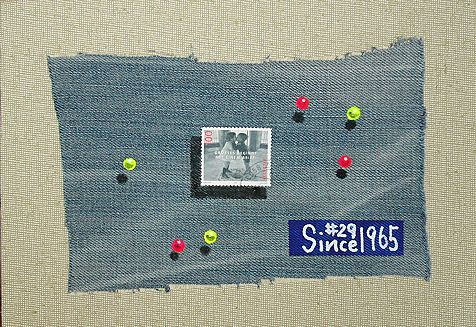
Since1965#29